# 1902–1903-as Challenge Kupa
Az 1902–1903-as Challenge Kupa volt a sorozat hatodik kiírása. A győztes a második címét szerző Wiener AC lett, amely játék nélkül nyerte meg a döntőt: cseh ellenfele, a CAFC Vinohrady nem állt ki a mérkőzésre. Magyarországot az FTC képviselte, az elődöntőben vereséget szenvedett a WAC-tól.

## Mérkőzések

### Ausztria

#### Első kör
| 1902. november 16. |

| DJ Währing | játék nélkül | FC Vorwärts |
| ---------- | ------------ | ----------- |
|            |              |             |

| Bécs |

A Vorwärts nem állt ki a mérkőzésre, a DJ Währing jutott tovább. Télen a két csapat Deutscher SV néven egyesült.
| 1902. november 30. |

| FC Mödling | 7–2 | AC Victoria |
| ---------- | --- | ----------- |
|            |     |             |

|  |

#### Negyeddöntő
| 1902. november 9. |

| First Vienna FC | félbeszakadt | FC 98 |
| --------------- | ------------ | ----- |
|                 |              |       |

| Bécs |

A második félidőben, First Vienna 2–1-es vezetését jelentő gól után az FC 98 levonult a pályáról. November 11-én az eredményt megsemmisítették, mivel a játékvezető a First Vienna korábbi játékosa volt, amit a szabályok tiltottak. November 13-án a First Viennát hirdették ki győztesnek, ami ellen az FC 98 tiltakozott. November 20-án ismét megsemmisítették az eredményt, erre a First Vienna visszalépett, az FC 98 jutott tovább.
| 1903. március 15. |

| Vienna Cricket FC | 2–1 (h. u.) | Deutscher SV |
| ----------------- | ----------- | ------------ |
|                   | (0–0, 1–1)  |              |

| Bécs |

| 1903. március 15. |

| Wiener AC | 14–0 | FC Mödling |
| --------- | ---- | ---------- |
|           |      |            |

| Bécs |

| 1903. március 15. |

| Graphia | 3–0 (h. u.) | SK Rapid Wien |
| ------- | ----------- | ------------- |
|         |             |               |

| Bécs |

#### Elődöntő
| 1903. március 22. |

| Vienna Cricket FC            | 2–0   | Graphia |
| ---------------------------- | ----- | ------- |
| ismeretlen (1-0) Bugno (2-0) | (1–0) |         |

| Bécs |

| 1903. március 22. |

| Wiener AC | 5–0 | FC 98 |
| --------- | --- | ----- |
|           |     |       |

| Bécs |

#### Döntő
| 1903. március 29. |

| Wiener AC | 2–1 | Vienna Cricket FC |
| --------- | --- | ----------------- |
|           |     |                   |

| Bécs |

### Csehország
A  CAFC Vinohrady csapata volt az egyetlen nevező, így mérkőzések nélkül jutott a bécsi döntőbe.

### Magyarország
| 1902. november 16. |

| FTC       | 1–0 | 33 FC |
| --------- | --- | ----- |
| Braun 25' |     |       |

| Millenáris, Budapest |

### Nemzetközi szakasz

#### Elődöntő
| 1903. május 3. |

| Wiener AC | 5–1   | FTC |
| --------- | ----- | --- |
|           | (1–0) |     |

| Bécs |

#### Döntő
| 1903. május 24. |

| Wiener AC | játék nélkül | CAFC Vinohrady |
| --------- | ------------ | -------------- |
|           |              |                |

| Bécs |

A CAFC Vinohrady nem állt ki a mérkőzésre, a Wiener AC játék nélkül nyerte meg a kupát.